# Ermita de la Virgen de la Cabeza (Tudela)
La ermita de la Virgen de la Cabeza de Tudela (Navarra) es una ermita cuyo edificio actual fue construido a principios del siglo XIX, sustituyendo a otra de la misma advocación de principios del siglo XVII. Está situada en la calle de sus mismo nombre en un área antiguamente situada a extramuros de la ciudad.

## Descripción general
El actual edificio de la ermita es una pequeña nave adosada a otras casas de la Calle de la Virgen de la Cabeza. Según una leyenda, la ermita goza con la presencia de una imagen de San Eufrasio de iconografía bizantina que perteneció a la iglesia andaluza de Andújar; dicha imagen fue escondida para no ser ultrajada por los moros en 711 durante la invasión sarracena, fue posteriormente encontrada en 1227 en un hueco de Sierra Morena y trasladada a Tudela.

## Historia y cronología de construcción
- Primera ermita (siglo XII?, XIV-XIX)

Esta primera ermita dedicada a Nuestra Señora de la Cabeza fue fundada en 1611. Estaba situada en un emplazamiento diferente al de la actual ermita, en concrento al pie del monte del Castillo de Santa Bárbara, junto a la Iglesia de Santísima Trinidad. Fue destruida en 1808 durante la Guerra de Independencia.
- Actual ermita (siglo XIX)

La actual Ermita de la Virgen de la Cabeza fue construida en 1816 en su actual posición, siendo ampliada en 1899. 